# Ảnh hưởng kinh tế sau Sự kiện 11 tháng 9

Biểu đồ kinh tế New York và Mỹ đến hết 2001. Quý 3 năm 2001, kinh tế New York sụt giảm nghiêm trọng.

Sự kiện 11 tháng 9 đã khiến thị trường chứng khoán toàn cầu giảm mạnh. Trên thị trường quốc tế và nội địa, cổ phiếu của các công ty trong một số lĩnh vực bị ảnh hưởng đặc biệt nặng nề. Cổ phiếu của các công ty du lịch và giải trí giảm, trong khi đó các cổ phiếu của các công ty truyền thông, dược phẩm và quân sự hay quốc phòng tăng lên. Sự kiện đã gây ra thiệt hại khoảng 40 tỷ đô tiền bảo hiểm, khiến đây trở thành một trong những sự kiện được nhận bảo hiểm lớn nhất từ trước đến nay.

## Tài chính

Biểu đồ DJIA cho thấy giao dịch tụt mạnh vì vụ tấn công.

Thứ Ba, ngày 11 tháng 9 năm 2001, giờ mở cửa của Sàn Giao dịch chứng khoán New York (NYSE) đã bị lùi lại sau khi Chuyến bay 11 đâm vào Tháp Bắc của Trung tâm Thương mại Thế giới, và giao dịch trong ngày đã bị hủy sau khi Chuyến bay 175 đâm vào Tháp Nam. NASDAQ cũng đã hủy giao dịch trong ngày. Cơ sở giao dịch sau đó đã được sơ tán cũng như hầu hết các ngân hàng và tổ chức tài chính trên Phố Wall và ở nhiều thành phố trên cả nước. Sàn Giao dịch chứng khoán London và các sàn giao dịch chứng khoán khác trên khắp thế giới cũng đã đóng cửa và sơ tán phòng trường hợp xảy ra các cuộc tấn công khủng bố tiếp theo. Sàn Giao dịch chứng khoán New York tiếp tục đóng cửa cho đến thứ Hai tuần sau. Đây là lần thứ ba trong lịch sử, NYSE phải đóng cửa kéo dài, lần đầu tiên vào những tháng đầu của Thế chiến I và lần thứ hai vào tháng 3 năm 1933 trong thời kỳ Đại suy thoái. Nhiều giao dịch trên thị trường trái phiếu Hoa Kỳ cũng đã ngừng lại; ví dụ như ở Cantor Fitzgerald - công ty giao dịch trái phiếu chính phủ hàng đầu cả nước, có trụ sở tại Trung tâm Thương mại Thế giới. Sàn Giao dịch hàng hóa New York cũng đã đóng cửa trong một tuần sau các vụ tấn công.
Cục Dự trữ Liên bang thông báo cục ''vẫn mở và hoạt động. Cửa sổ chiết khấu có sẵn để đáp ứng nhu cầu thanh khoản." Cục đã bổ sung 100 tỷ đô thanh khoản mỗi ngày trong ba ngày sau vụ tấn công để giúp ngăn chặn một cuộc khủng hoảng tài chính có thể xảy ra.
Giá vàng tăng vọt, từ 215,5 đô lên 287 đô một ounce trong giao dịch tại London. Giá dầu cũng tăng. Giá khí đốt tại Hoa Kỳ cũng tăng lên trong khoảng một tuần. Giao dịch tiền tệ vẫn tiếp tục, với đồng đô la Mỹ giảm mạnh so với đồng Euro, bảng Anh và yên Nhật. Ngày hôm sau, thị trường chứng khoán châu Âu giảm mạnh, bao gồm mức giảm 4,6% tại Tây Ban Nha, 8,5% tại Đức và 5,7% trên Sàn Giao dịch chứng khoán London. Cổ phiếu tại các thị trường Mỹ Latinh cũng giảm đi, với mức giảm 9,2% tại Brazil, 5,2% tại Argentina và 5,6% tại Mexico trước khi giao dịch bị dừng lại.

## Các ngành kinh tế

### Bảo hiểm
Số tiền bảo hiểm sau vụ tấn công lớn hơn gấp rưỡi so với số tiền của Bão Andrew, ước tính khoảng 32 tỉ đô. Các công ty chịu nhiều thiệt hại nhất bao gồm Berkshire Hathaway, Lloyd's, Swiss Re và Munich Re, tất cả đều là công ty tái bảo hiểm, với tổn thất hơn 2 tỷ đô cho mỗi công ty.  Cổ phiếu của các công ty tái bảo hiểm, bao gồm Swiss Re và Baloise Insurance Group đã giảm hơn 10%, trong khi cổ phiếu của Swiss Life giảm 7,8%.

### Hàng không
Nhiều chuyến bay đã bị đình trệ ở nhiều nơi trên khắp Hoa Kỳ và Canada. Nhiều chuyến bay xuyên Đại Tây Dương đã hạ cánh tại Sân bay Quốc tế Gander, Newfoundland và Sân bay Quốc tế Halifax, Nova Scotia, với hỗ trợ từ Bộ Giao thông Canada trong Chiến dịch Yellow Ribbon. Để hỗ trợ các nhu cầu cấp thiết của gia đình nạn nhân, United Airlines và American Airlines đều đã cung cấp khoản hỗ trợ ban đầu là 25.000 đô. Các hãng hàng không cũng được yêu cầu hoàn lại tiền mua vé cho bất kỳ ai không thể di chuyển.
Vụ tấn công đã làm trầm trọng thêm những khó khăn tài chính hiện có trong ngành hàng không. Cổ phiếu của các hãng hàng không và nhà sản xuất máy bay đã giảm mạnh sau đó. Midway Airlines, hãng bay đang bên bờ vực phá sản, đã ngừng hoạt động gần như ngay lập tức. Swissair, do không thể đáp ứng các nghĩa vụ trả nợ của mình nên đã bị đình chỉ hoạt động vào ngày 2 tháng 10 năm 2001 và sau đó bị bán lại. Các hãng hàng không khác phải đối mặt với mối đe dọa phá sản, dẫn đến hàng chục nghìn nhân viên bị sa thải trong tuần sau vụ tấn công. Để giúp ổn định ngành, chính phủ đã đưa ra một khoản hỗ trợ tài chính bao gồm 10 tỷ đô bảo lãnh cho vay và 5 tỷ đô hỗ trợ ngắn hạn.
Trong những năm tiếp theo, những áp lực tài chính này đã thúc đẩy nhiều hãng hàng không Mỹ hợp nhất. Đây như một chiến lược để giảm chi phí, tăng hiệu quả và duy trì khả năng cạnh tranh trong một thị trường ngày càng biến động. Dù vụ tấn công đóng vai trò là chất xúc tác cho sự hợp nhất, nhưng việc này cũng được thúc đẩy bởi các vấn đề đã tồn tại từ trước trong ngành hàng không, bao gồm chi phí cố định cao, năng lực cung ứng quá mức và cạnh tranh gay gắt.
Việc giảm nhu cầu đi lại bằng đường hàng không do vụ tấn công gây ra được coi là một lý do góp phần khiến cho việc dừng bay máy bay siêu thanh duy nhất đang hoạt động vào thời điểm đó, Concorde.

### Du lịch
Du lịch ở New York giảm mạnh, gây ra tổn thất lớn trong ngành dịch vụ sử dụng 28 nghìn lao động và tạo ra 25 tỷ đô mỗi năm. Trong tuần sau vụ tấn công, tỷ lệ khách sạn hết phòng giảm xuống dưới 40% và 3.000 nhân viên bị sa thải. Việc miễn cưỡng đi máy bay có thể là do nỗi sợ hãi gia tăng về một vụ tấn công lặp lại. Suzanne Thompson, Giáo sư Tâm lý học tại Cao đẳng Pomona, đã phỏng vấn 501 người không phải là nạn nhân trực tiếp của vụ tấn công. Từ đó, bà kết luận rằng hầu hết những người tham gia cảm thấy lo lắng hơn (65%) và sợ đi máy bay hơn (55%) ngay sau sự kiện so với trước vụ tấn công.

## New York
Tại New York, khoảng 430.000 việc làm và 2,8 tỷ đô tiền lương bị mất trong ba tháng sau vụ tấn công. Các tác động chủ yếu tập trung vào các lĩnh vực xuất khẩu của thành phố. GDP của thành phố ước tính đã giảm 30,3 tỷ đô trong quý cuối năm 2001 và cả năm 2002. Chính phủ liên bang đã cung cấp 11,2 tỷ đô viện trợ ngay lập tức cho chính quyền thành phố vào tháng 9 và 10,5 tỷ đô vào đầu năm 2002 cho nhu cầu phục hồi và phát triển kinh tế.
Vụ tấn công đã tác động lớn đến các doanh nghiệp nhỏ gần Trung tâm Thương mại Thế giới. Khoảng 18.000 doanh nghiệp nhỏ đã bị phá hủy hoặc di dời sau vụ tấn công. Cục Quản lý Doanh nghiệp Nhỏ đã cung cấp các khoản vay như một sự hỗ trợ, trong khi các khoản tài trợ phát triển và các khoản vay được chính phủ sử dụng để hỗ trợ các doanh nghiệp nhỏ bị ảnh hưởng.